# Pardon célestinien
Le pardon célestinien, ou grand pardon (en italien : Perdonanza celestiniana), est une célébration religieuse et fête annuelle célébrée a L'Aquila, Italie, à la fin du mois d'août (29 aout).

## Histoire
Elle fut instituée en septembre 1294 par le pape Célestin V avec sa bulle Inter sanctorum solemnia (connue aussi comme bulle du Pardon) en souvenir de son couronnement pontifical qui eut lieu dans la basilique du Collemaggio de L'Aquila un mois auparavant.
De ce fait, la ville est marquée par l'histoire de l'ordre des célestins, comme le montre également la nomination du moine Mariano d'Abbattegio, comme gouverneur, en 1317.
Depuis 2011, la fête est un "Patrimoine d'Italie pour la tradition" (Patrimonio d'Italia per la tradizione), et en 2019, elle a été inscrite dans la liste représentative du patrimoine culturel immatériel de l'humanité de l'Unesco.
Le 28 août 2022, le pape François à présidé le pardon lors d'une visite pastorale célébrant une messe suivie de l'Angélus et de l'ouverture de la porte sainte de la basilique.